# Телепортација
Телепортација је чин или процес померања неког објекта са једног места на друго уз помоћ психокинезе или технологије. Још увек припада домену фикције.

## Појам телепортације
Увођење назива овог појма се приписује америчком писцу Чарлсу Форту (1874-1932) који га је употребио 1931. године у својој књизи „Ло!“. Реч је заправо кованица грчке речи „tele“ (даљина) и латинске „portare“ (пренети). Овај појам се касније помињао у многим научнофантастичним делима и писци попут Артура Конана Дојла, Ајзака Асимова и других су под телепортацијом подразумевали дезинтеграцију на атоме, слање информације о њиховом распореду и каснију интеграцију у првобитан облик. Многи филмови се управо на овај начин баве телепортацијом и један од познатијих је „Мува“.

## Научна разматрања
Телепортација није могућа према Ајнштајновој теорији, јер материја не може да путује брже од светлости, па самим тим ни да се тренутно дезинтегрише и премести на друго место. Међутим, квантна механика описује квантну телепортацију, која чак и има примену код квантних рачунара, али није блиска телепортацији у правом смислу те речи. Једно истраживање те врсте објављено у медијима је обавила група научника са института „Нилс Бор“ у Копенхагену.